# Elena Petrovici Radivoi
Elena Petrovici Radivoi (nume la naștere Radivoi Elena; n. 1908, Cuvin, Banatul Sârbesc – d. 17 mai 2002, Vârșeț, Banatul de Sud, Voivodina, Serbia) a fost o profesoară de limba română și culegătoare de folclor din Voivodina.

## Biografie
A absolvit Facultatea de Limba și Literatura Romănă la Universitatea din Cluj. A predat limba română la liceul din Vârșeț, apoi la Școala Superioară Pedagogică din Novi Sad.
A pregătit programe culturale pentru comuniatea românească din Voivodina dedicate festivalurilor de la Seleuș, Vârșeț, Uzdin, Nicolinț și Torac, la secțiunea de versuri fiind obligatoriu Luceafărul lui Mihai Eminescu.
A cules și tipărit folclor din Voivodina: Poezii populare româneși în 1953. A scris Gramatica limbii române pentru clasa a VII-a.
A fost cofondator și vicepreședinte al „Societății de Limba Română” din Voivodina.